# Хаик
Хаик (јерм. Հայկ; негде превођен и као Хајк или Ајк) легендарни је патријарх и оснивач јерменске нације. Његова животна прича је садржана у „Историји приписаној Мојсију Хоренском“ (5–7. век).